# Demografia do Supremo Tribunal Federal
Os dados demográficos do Supremo Tribunal Federal abrangem o gênero, a etnia e as origens geográficas das 171 pessoas e 172 nomeações (em conta do ministro Francisco Rezek, nomeado duas vezes) que foram indicadas e confirmadas como juízes da Suprema Corte no período republicano. 

## Histórico geográfico
A maioria dos ministros do Supremo Tribunal Federal são oriundos do Rio de Janeiro (33). Cabe destaque também a quantidade de ministros de Minas Gerais (30) e de São Paulo (27). Por conta desses números, a maioria dos ministros vieram da região Sudeste (91), mais da metade dos indicados. Na região Sul (21), destaca-se o Rio Grande do Sul (18). Na região Nordeste (54), o número mais expressivo é o da Bahia (14). A região que tem menos ministros é a Norte (2). Algumas Unidades Federativas (7) nunca enviaram ministros para o STF, todas têm em comum a elevação mais tardia a esse status. São elas, em ordem de criação: Brasília/Distrito Federal (1960/1988), Acre (1962), Mato Grosso do Sul (1979), Rondônia (1981), Amapá (1988), Roraima (1988) e Tocantins (1989). 
| Unidade Federativa  | Quantidade |
| ------------------- | ---------- |
| Alagoas             | 2          |
| Amazonas            | 1          |
| Bahia               | 14         |
| Ceará               | 4          |
| Espírito Santo      | 1          |
| Goiás               | 1          |
| Maranhão            | 6          |
| Mato Grosso         | 2          |
| Minas Gerais        | 30         |
| Pará                | 1          |
| Paraíba             | 5          |
| Paraná              | 1          |
| Pernambuco          | 11         |
| Piauí               | 6          |
| Rio de Janeiro      | 33         |
| Rio Grande do Norte | 1          |
| Rio Grande do Sul   | 18         |
| Santa Catarina      | 2          |
| São Paulo           | 27         |
| Sergipe             | 5          |

### Ministros por região
| Região       | Quantidade |
| ------------ | ---------- |
| Centro-oeste | 3          |
| Nordeste     | 54         |
| Norte        | 2          |
| Sudeste      | 91         |
| Sul          | 21         |

## Etnia
Todos os juízes nomeados à Suprema Corte eram brancos e de herança europeia até a nomeação de Pedro Lessa, o primeiro juiz negro do Supremo Tribunal Federal, onde ficou de 1907 até falecer em 1921. Desde então, apenas dois outros juízes não brancos foram nomeados, Hermenegildo de Barros, que permaneceu no tribunal de 1919 a 1937 e, mais recentemente, o ex-ministro Joquim Barbosa, que se tornou o primeiro presidente negro do Supremo Tribunal Federal. Atualmente não há nenhum ministro negro no Supremo Tribunal Federal. Nunca houve uma mulher negra, indígenas ou asiáticos na Suprema Corte. 
| Ministro                        | Estado de origem | Alma Mater | Período                                      | Duração            | Indicação                 |
| ------------------------------- | ---------------- | ---------- | -------------------------------------------- | ------------------ | ------------------------- |
| Pedro Lessa (1859–1921)         | Minas Gerais     | USP        | 20 de novembro de 1907 – 25 de julho de 1921 | 13 anos e 247 dias | Afonso Pena               |
| Hermenegildo Barros (1866–1955) | Minas Gerais     | USP        | 26 de julho de 1919 – 16 de novembro de 1937 | 18 anos e 113 dias | Delfim Moreira            |
| Joaquim Barbosa (1954– )        | Minas Gerais     | UnB        | 25 de junho de 2003 – 31 de julho de 2014    | 11 anos e 36 dias  | Luiz Inácio Lula da Silva |

## Gênero
Dos quase 170 juízes, somente três são mulheres. Todos os juízes da Suprema Corte eram homens até 2000, quando Fernando Henrique Cardoso nomeou Ellen Gracie a primeira mulher do Tribunal, que também se tornou a primeira mulher a presidir o Tribunal. Com a renúncia da ministra em 2011, Rosa Weber foi indicada para assumir seu lugar. Além delas, Cármen Lúcia também foi indicada para o Supremo Tribunal Federal. Nunca houve mais de duas mulheres no Supremo Tribunal Federal e apenas mulheres brancas foram indicadas.
| Ministra             | Estado de origem  | Alma mater | Período                                         | Duração            | Indicação                 |
| -------------------- | ----------------- | ---------- | ----------------------------------------------- | ------------------ | ------------------------- |
| Ellen Gracie (1948–) | Rio de Janeiro    | UFRGS      | 14 de dezembro de 2000 – 8 de agosto de 2011    | 10 anos e 237 dias | Fernando Henrique Cardoso |
| Cármen Lúcia (1954–) | Minas Gerais      | PUC-MG     | 21 de junho de 2006 – em exercício              | em exercício       | Luiz Inácio Lula da Silva |
| Rosa Weber (1948–)   | Rio Grande do Sul | UFRGS      | 19 de dezembro de 2011 – 30 de setembro de 2023 | 11 anos e 288 dias | Dilma Rousseff            |

## Nomeações presidenciais
Ao momento, a instituição já teve 171 ministros e 172 nomeações (em conta do ministro Francisco Rezek, nomeado duas vezes), uma média de 8,4 por vaga (vinte vagas), desconsiderando 10 ministros do Supremo Tribunal de Justiça que ingressaram ao STF quando da Proclamação.
João Café Filho (1954-1955), Carlos Luz (1955) e Ranieri Mazzilli (1961 e 1964) foram os únicos Presidentes da República que, durante seus mandatos, não indicaram e nem nomearam ministros para o Supremo Tribunal Federal. Os presidentes que mais nomearam ministros foram Deodoro da Fonseca e Floriano Peixoto, com 15 indicações cada.
| Presidente da República            | Ministros |
| ---------------------------------- | --------- |
| Deodoro da Fonseca                 | 15        |
| Floriano Peixoto                   | 15        |
| Prudente de Morais                 | 7         |
| Manuel Vitorino Pereira            | 3         |
| Campos Sales                       | 2         |
| Rodrigues Alves                    | 5         |
| Afonso Pena                        | 2         |
| Nilo Peçanha                       | 2         |
| Hermes da Fonseca                  | 6         |
| Venceslau Brás                     | 4         |
| Delfim Moreira                     | 1         |
| Epitácio Pessoa                    | 3         |
| Artur Bernardes                    | 5         |
| Washington Luís                    | 4         |
| Getúlio Vargas                     | 21        |
| José Linhares                      | 3         |
| Eurico Gaspar Dutra                | 3         |
| Café Filho                         | 0         |
| Carlos Luz                         | 0         |
| Nereu Ramos                        | 1         |
| Juscelino Kubitschek               | 4         |
| Jânio Quadros                      | 1         |
| Ranieri Mazzilli                   | 0         |
| João Goulart                       | 2         |
| Humberto de Alencar Castelo Branco | 8         |
| Artur da Costa e Silva             | 4         |
| Emílio Garrastazu Médici           | 4         |
| Ernesto Geisel                     | 7         |
| João Figueiredo                    | 9         |
| José Sarney                        | 5         |
| Fernando Collor                    | 4         |
| Itamar Franco                      | 1         |
| Fernando Henrique Cardoso          | 3         |
| Luiz Inácio Lula da Silva          | 8         |
| Dilma Rousseff                     | 5         |
| Michel Temer                       | 1         |
| Jair Bolsonaro                     | 2         |
| Luiz Inácio Lula da Silva          | 2         |

## Ex-Ministros Vivos
Atualmente existem 15 ex-ministros do Supremo Tribunal Federal ainda vivos, sendo quatro deles provenientes da Ditadura Militar Brasileira. 
| Ministro                      | Nascimento                        | Estado de origem  | Período                                         | Indicação presidencial    |
| ----------------------------- | --------------------------------- | ----------------- | ----------------------------------------------- | ------------------------- |
| Octavio Gallotti              | 27 de outubro de 1930 (94 anos)   | Rio de Janeiro    | 20 de novembro de 1984 – 28 de outubro de 2000  | João Figueiredo           |
| Néri da Silveira              | 24 de abril de 1932 (92 anos)     | Rio Grande do Sul | 1 de setembro de 1981 – 24 de abril de 2002     | João Figueiredo           |
| Ilmar Galvão                  | 2 de maio de 1933 (91 anos)       | Bahia             | 26 de junho de 1991 – 3 de maio de 2003         | Fernando Collor           |
| Sydney Sanches                | 26 de abril de 1933 (91 anos)     | São Paulo         | 31 de agosto de 1984 – 27 de abril de 2003      | João Figueiredo           |
| Carlos Velloso                | 19 de janeiro de 1936 (89 anos)   | Minas Gerais      | 13 de junho de 1990 – 19 de janeiro de 2006     | Fernando Collor           |
| Eros Grau                     | 19 de agosto de 1940 (84 anos)    | Rio Grande do Sul | 30 de junho de 2004 – 2 de agosto de 2010       | Luiz Inácio Lula da Silva |
| Ayres Britto                  | 18 de novembro de 1942 (82 anos)  | Sergipe           | 25 de junho de 2003 – 18 de novembro de 2012    | Luiz Inácio Lula da Silva |
| Cezar Peluso                  | 3 de setembro de 1942 (82 anos)   | São Paulo         | 25 de junho de 2003 – 3 de setembro de 2012     | Luiz Inácio Lula da Silva |
| Francisco Rezek (2ª nomeação) | 18 de janeiro de 1944 (81 anos)   | Minas Gerais      | 21 de maio de 1992 – 5 de fevereiro de 1997     | Fernando Collor           |
| Celso de Mello                | 1 de novembro de 1945 (79 anos)   | São Paulo         | 17 de agosto de 1989 – 13 de outubro de 2020    | José Sarney               |
| Nelson Jobim                  | 12 de abril de 1946 (78 anos)     | Rio Grande do Sul | 15 de abril de 1997 – 29 de março de 2006       | Fernando Henrique Cardoso |
| Ellen Gracie                  | 16 de fevereiro de 1948 (77 anos) | Rio de Janeiro    | 14 de dezembro de 2000 – 8 de agosto de 2011    | Fernando Henrique Cardoso |
| Joaquim Barbosa               | 7 de outubro de 1954 (70 anos)    | Minas Gerais      | 25 de junho de 2003 – 31 de julho de 2014       | Luiz Inácio Lula da Silva |
| Ricardo Lewandowski           | 11 de maio de 1948 (76 anos)      | Rio de Janeiro    | 16 de março de 2006 – 11 de abril de 2023       | Luiz Inácio Lula da Silva |
| Rosa Weber                    | 2 de outubro de 1948 (76 anos)    | Rio Grande do Sul | 19 de dezembro de 2011 – 30 de setembro de 2023 | Dilma Rousseff            |